# Stenum (Ganderkesee)

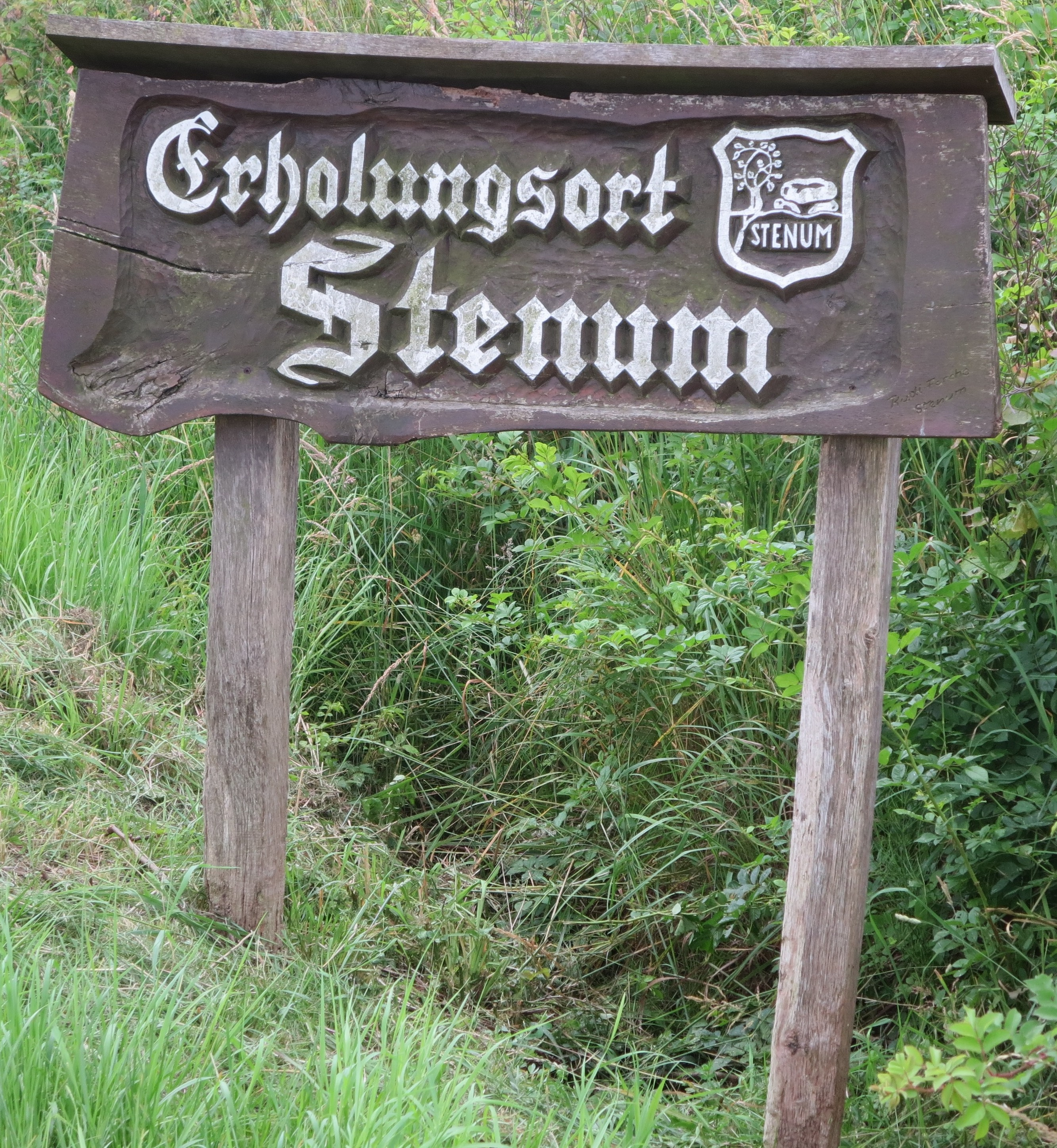
Geschnitztes Ortsschild an der K 335

Stenum ist ein Ortsteil und eine Bauerschaft der Gemeinde Ganderkesee.

## Geografie
Stenum liegt etwa 5 km nordwestlich von Delmenhorst am nördlichen Rand der Wildeshauser Geest.
Im Osten grenzt Stenum an Schierbrok, im Norden an Rethorn, im Nordwesten an Bookholzberg und im Südwesten an Elmeloh.

## Geschichte
Die erste urkundliche Erwähnung des Ortes datiert auf das Jahr 1275. Im Oktober 2000 hatte Stenum 1093 Einwohner.  

## Kultur und Sehenswürdigkeiten

### Bauwerke
- Großsteingrab (Hünengrab), das vermutlich namensgebend für den Ort war (Sten-um = Stein-Heim).
- Wohnhaus Heilstättenweg 2 von 1900; Teil der Hermine-De-Voss-Stiftung

### Grünflächen und Naherholung
Das Stenumer Holz ist ein fast 100 Hektar großes Waldgebiet, das an Stenum angrenzt.

### Kulinarische Spezialitäten
In der kalten Jahreszeit wandern viele Menschen, meist in Gruppen, zu dem Ausflugsrestaurant Backenköhler. Die lokale Spezialität ist das Oldenburger Grünkohlessen Kohl und Pinkel.

## Wirtschaft und Infrastruktur

### Unternehmen
- Fachklinik für Orthopädie; Ärztlicher Direktor: Dr. Karsten Ritter-Lang.[2]
- Tutima Uhrenfabrik GmbH in Stenum.[3]
- Naturfreundehaus Stenum, kleines Ferienheim mit 20 Betten.[4]

### Verkehr
Der Nachbarort Schierbrok befindet sich an der Bahnstrecke Bremen–Oldenburg. 

### Bildung
- Grundschule Schierbrok,
- Oberschule Bookholzberg,[5]
- Gymnasium Ganderkesee.

### Kirchengemeinden
- Pfarrei St. Marien Delmenhorst, Filialkapelle St. Michael (Stenum)[6][7]
- Evangelische Kirchengemeinde Ganderkesee, Bezirk Stenum, Timotheus-Haus Stenum[8]

### Sport
Der VfL Stenum (Verein für Leibesübungen Stenum) ist der lokale Sportverein.